# Рупите (Рила)
Рупи или членувано Рупите (изписване до 1945 година: Рупитѣ) e употребявано в миналото обобщително наименование на върховете, разположени на Мальовишкото било от връх Попова капа до Елени връх. Правилно е с това наименование да се назовават пропастите и циркусите от северната страна на билото, тъй като смисълът, който планинците влагат в думата „ропа“ и „рупа“, се отнася за вдлъбнати форми на планинския релеф - ниско място, падина, вдлъбнатина.